# Myosotis abyssinica
Myosotis abyssinica är en strävbladig växtart som beskrevs av Pierre Edmond Boissier och Reut. Myosotis abyssinica ingår i släktet förgätmigejer, och familjen strävbladiga växter. Inga underarter finns listade i Catalogue of Life.